# Priscila Cachoeira
	Priscila Cachoeira Gomes da Silva (Rio de Janeiro, 19 de agosto de 1990) é uma lutadora de artes marciais mistas e kickboxer brasileira. Atualmente compete no peso-mosca feminino do UFC.

## Carreira no MMA

### Início de carreira
Priscila compete no MMA desde 2016, e construiu um cartel de 8-0 antes de chegar ao UFC.

### Ultimate Fighting Championship
Estreou no UFC em 3 de fevereiro de 2018, no UFC Fight Night 125, contra Valentina Shevchenko. Priscila perdeu a luta com um mata-leão no segundo round com Shevchenko dominando Cachoeira por completo. O árbitro Mario Yamasaki foi duramente criticado pelo presidente do UFC Dana White por não ter parado a luta antes.

## Estilo de luta
Priscila é conhecida pelo seu estilo agressivo e pelo seu queixo duro.

## Campeonatos e realizações
- Ultimate Fighting Championship
  - Performance da Noite (um vez)  vs. Shana Dobson

## Cartel no MMA
| Cartel no MMA   |             |            |
| 17 lutas        | 12 vitórias | 5 derrotas |
| Por nocaute     | 7           | 0          |
| Por finalização | 0           | 3          |
| Por decisão     | 5           | 2          |

| Res.    | Cartel | Oponente                      | Método                  | Evento                               | Data       | Round | Tempo | Local                          | Notas                  |
| ------- | ------ | ----------------------------- | ----------------------- | ------------------------------------ | ---------- | ----- | ----- | ------------------------------ | ---------------------- |
| Derrota | 12-5   | Miranda Maverick              | Finalização (armlock)   | UFC 291: Poirier vs. Gaethje 2       | 29/07/2023 | 3     | 2:11  | Salt Lake City, Utah           |                        |
| Vitória | 12-4   | Ariane Lipski                 | Nocaute Técnico (soco)  | UFC on ESPN: Vera vs. Cruz           | 13/08/2022 | 1     | 1:05  | San Diego, California          | Luta no peso-galo.     |
| Vitória | 11-4   | Ji Yeon Kim                   | Decisão (unânime)       | UFC Fight Night: Makhachev vs. Green | 26/02/2022 | 3     | 5:00  | Las Vegas, Nevada              | Luta da Noite.         |
| Derrota | 10-4   | Gillian Robertson             | Finalização (mata-leão) | UFC 269: Oliveira vs. Poirier        | 11/12/2021 | 1     | 4:59  | Las Vegas, Nevada              |                        |
| Vitória | 10-3   | Gina Mazany                   | Nocaute Técnico (socos) | UFC 262: Oliveira vs. Chandler       | 15/05/2021 | 2     | 4:51  | Houston, Texas                 |                        |
| Vitória | 9-3    | Shana Dobson                  | Nocaute (soco)          | UFC Fight Night: Felder vs. Hooker   | 15/02/2020 | 1     | 0:40  | Auckland                       | Performance da Noite.  |
| Derrota | 8-3    | Luana Carolina                | Decisão (unânime)       | UFC 237: Namajunas vs. Andrade       | 11/05/2019 | 3     | 5:00  | Rio de Janeiro, Rio de Janeiro |                        |
| Derrota | 8-2    | Molly McCann                  | Decisão (unânime)       | UFC Fight Night: Till vs. Masvidal   | 16/03/2019 | 3     | 5:00  | Londres                        |                        |
| Derrota | 8-1    | Valentina Shevchenko          | Finalização (mata-leão) | UFC Fight Night: Machida vs. Anders  | 03/02/2018 | 2     | 4:25  | Belém, Pará                    | Estreia no Peso Mosca. |
| Vitória | 8-0    | Rosy Duarte                   | Nocaute (socos)         | HFN - Hipnose Fight Night 3          | 07/09/2017 | 2     | 4:54  | Angra dos Reis                 |                        |
| Vitória | 7-0    | Marta Souza                   | Decisão (majoritária)   | Curitiba Top Fight 11 - Girls' Night | 07/01/2017 | 5     | 5:00  | Curitiba, Paraná               |                        |
| Vitória | 6-0    | Karoline Martins Moreira      | Nocaute (socos)         | FLC 5 - CUFA Fight Festival 5        | 25/05/2017 | 1     | 0:49  | Rio de Janeiro, Rio de Janeiro |                        |
| Vitória | 5-0    | Laisa Coimbra                 | Nocaute (socos)         | CTF - Curitiba Top Fight 10          | 24/02/2017 | 1     | 1:09  | Curitiba, Paraná               |                        |
| Vitória | 4-0    | Alexandra de Cassia Rodrigues | Nocaute (socos)         | FLC 4 - CUFA Fight Festival 4        | 16/12/2016 | 2     | 2:50  | Rio de Janeiro, Rio de Janeiro |                        |
| Vitória | 3-0    | Amanda Torres Sardinha        | Decisão (unânime)       | XFMMA - XForce MMA 4                 | 17/09/2016 | 3     | 5:00  | Macaé, Rio de Janeiro          |                        |
| Vitória | 2-0    | Paula Baack                   | Decisão (unânime)       | HFN - Hipnose Fight Night 2          | 13/08/2016 | 3     | 5:00  | Angra dos Reis, Rio de Janeiro |                        |
| Vitória | 1-0    | Cleudilene Costa              | Decisão (unânime)       | YC - Your Chance 1                   | 11/06/2016 | 3     | 5:00  | Rio de Janeiro, Rio de Janeiro |                        |